# Ligne de tramway 402
La ligne 402 est une ancienne ligne de tramway du Groupe de Tournai de la Société nationale des chemins de fer vicinaux (SNCV) qui a fonctionné entre le 9 septembre 1901 et le 8 août 1954.

## Histoire
La ligne est mise en service le 9 septembre 1901 en traction vapeur entre la gare de Tournai et Frasnes-lez-Anvaing(nouvelle section Tournai Viaduc - Quartes, capital 95, la section Quartes - Frasnes-lez-Anvaing du capital 95 existe déjà et fut brièvement utilisée pour le fret du 24 septembre au 15 décembre 1900). L'exploitation est assurée comme pour la ligne 401 Tournai - Templeuve ouverte en mars par la SA des Tramways urbains et vicinaux (TUV),.
Le 24 décembre 1903, elle est prolongée de Frasnes-lez-Anvaing à la gare d'Ath (nouvelle section, capital 95), la section Bouvignies Jonction - Ath Gare est commune avec la nouvelle ligne 403 Ath - Œudegien,.
La retraite allemande en octobre 1918 entraine la suspension du service qui ne reprend qu'en octobre 1919 puis l'année suivante en 1920, la SNCV reprend l'exploitation de la ligne,.
La mise en service le 6 septembre 1932 de la ligne électrique urbaine 401 Tournai - Kain (prolongée le 14 mai 1933 de Kain Station à Kain l'Alouette) entraine la limitation de la majorité des services à Kain l'Alouette où la ligne donne correspondance au tram électrique 3 vers Tournai.
Le 15 décembre 1933, la traction vapeur est remplacée par des autorails.
En 1952, avec la suppression des lignes électriques et de la ligne 399, les voies aboutissant à la gare de Tournai sont modifiées, celles sur le boulevard des Nerviens et des Déportés sont supprimées. La ligne 406 est déviée depuis le pont Delwart par le boulevard Delwart jusqu'au Viaduc d'où avec la ligne 402, elles empruntent une nouvelle section sur l'avenue Leray jusqu'à la gare (capital 95). La ligne 420 est déviée depuis le boulevard des Combattants par une nouvelle section sur les avenues du Commandant Delahaye et Van Cutsem jusqu'à la gare (capital 95). La boucle de la gare est conservée mais le terminus est déplacé le long du parc Combez,.
La ligne est supprimée le 8 août 1954, entrainant la fermeture à tout trafic de la section Tournai Viaduc - Ath Gare (capital 95). Elle est remplacée par ligne d'autobus sous l'indice 9,.

## Vestiges
- Dépôts et stations : Frasnes-lez-Anvaing, Kain l'Alouette.

## Infrastructure

### Dépôts et stations
Frasnes-lez-Anvaing (gare), Kain l'Alouette, Mainvault.

## Exploitation

### Horaires
Tableaux :
- 402 en 1931[8].
- 668 en 1950[9].